# Bismarck (1940)
El Bismarck fue el primero de los dos acorazados de la clase Bismarck de la marina de guerra alemana, la Kriegsmarine, durante la Segunda Guerra Mundial. Nombrado así en honor del canciller Otto von Bismarck, promotor de la unificación alemana en 1871, el buque fue puesto en grada en los astilleros Blohm & Voss de Hamburgo en julio de 1936 y botado dos años y medio después, en febrero de 1939. Se completó en agosto de 1940, cuando entró en servicio en la armada alemana. Junto con su gemelo Tirpitz, fue el acorazado más grande jamás construido por Alemania y uno de los mayores botado por cualquier armada europea.
El Bismarck solo estuvo en servicio ocho meses y participó en una única operación ofensiva, de nombre en código Rheinübung, en mayo de 1941 comandado por el capitán de navío Ernst Lindemann. En ella tenía la misión de irrumpir en el océano Atlántico junto con el crucero pesado Prinz Eugen y atacar la navegación aliada entre Estados Unidos y Gran Bretaña. Sin embargo, ambos buques fueron localizados por los Aliados frente a las costas de Escandinavia y los británicos enviaron varios buques de guerra para interceptarlos. El encuentro de las naves enemigas se produjo en la batalla del Estrecho de Dinamarca, en la que el Bismarck hundió el crucero de batalla HMS Hood, orgullo de la Royal Navy británica, y causó importantes daños al nuevo acorazado HMS Prince of Wales, lo que forzó su retirada. En cambio, el Bismarck recibió los impactos de tres proyectiles británicos y sufrió una importante pérdida de combustible de un tanque dañado.
La destrucción del Hood desencadenó una búsqueda incesante del acorazado alemán por parte de la Royal Navy británica, que desplegó para ello docenas de barcos. Dos días después, mientras navegaba hacia las costas de la Francia ocupada, el Bismarck fue atacado por aviones torpederos Fairey Swordfish del portaaviones HMS Ark Royal. Un torpedo destrozó uno de los timones del acorazado alemán, lo que imposibilitó que maniobrase. La mañana siguiente, el inmovilizado Bismarck fue atacado y neutralizado por el intenso fuego de varios buques británicos, tras lo que su tripulación lo echó a pique y se hundió con gran pérdida de vidas. La causa exacta de su hundimiento ha sido motivo de debate entre los expertos. El pecio del acorazado fue descubierto en junio de 1989 a una profundidad de 4791 m por una expedición dirigida por el oceanógrafo Robert Ballard.

## Construcción y características
El Bismarck fue encargado para reemplazar al viejo acorazado tipo pre-dreadnought Hannover. El astillero Blohm & Voss de Hamburgo se adjudicó el contrato y allí se puso en grada su quilla el 1 de julio de 1936. El casco fue botado el 14 de febrero de 1939 con grandes fastos y bautizado por Dorothee von Löwenfeld, nieta del canciller Otto von Bismarck, de quien recibió el acorazado su nombre. Adolf Hitler pronunció un discurso en la ceremonia. Tras la botadura, continuaron los trabajos de acondicionamiento, en el transcurso de los cuales su roda de proa original fue sustituida por una «proa tipo Atlántico» más redondeada, similar a la de los acorazados clase Scharnhorst. El Bismarck entró en servicio en la flota germana el 24 de agosto de 1940 para iniciar sus pruebas de mar, que se desarrollaron en las aguas del mar Báltico. El capitán de navío Ernst Lindemann tomó el mando de la nave en el momento de su entrada en servicio.

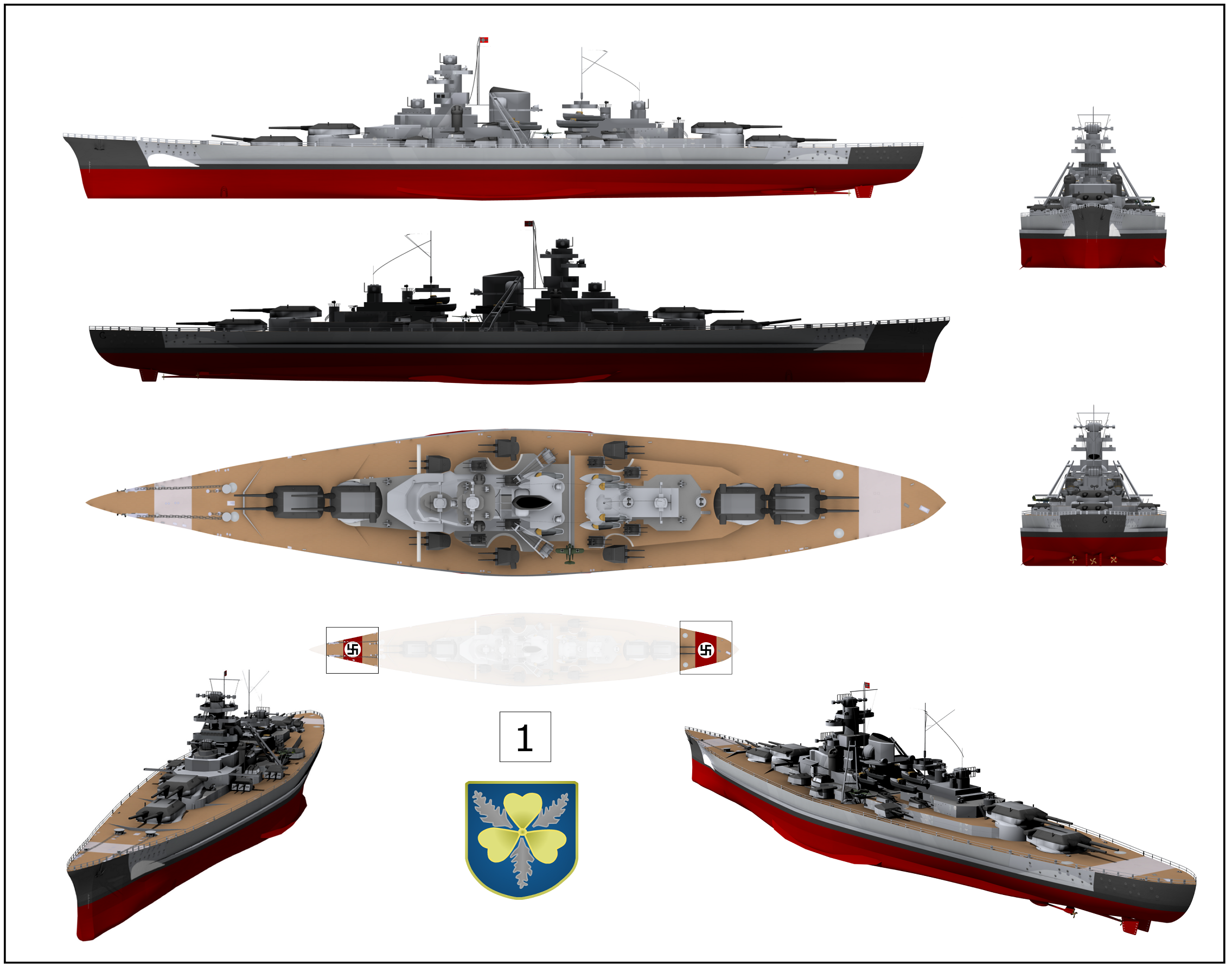
Imágenes 3D del Bismarck con su aspecto durante la Operación Rheinübung.

El Bismarck desplazaba 41.700 toneladas y podía llegar a las 50.300 t a plena carga, lo que junto a su eslora de 251 m, su manga de 36 m y su calado máximo de 9,9 m lo convertían en el mayor acorazado botado por Alemania y en uno de los más pesados construido por cualquier armada europea. Estaba impulsado por tres turbinas de vapor engranadas Blohm & Voss que suministraban un total de 150.170 CV (111.450 kW) y conseguían una velocidad máxima de 30 nudos (55,6 km/h) en las pruebas de velocidad. El Bismarck también estuvo equipado con tres juegos de radar FuMO 23 montados en los telémetros de proa y popa y en la cofa del buque.
Su tripulación estándar era de 103 oficiales y 1962 marineros, dividida en doce divisiones de entre 180 y 220 hombres cada una. Las primeras seis divisiones se asignaron al armamento de la nave. De la primera a la cuarta se ocuparon de las baterías principales y secundarias, la quinta y la sexta de los cañones antiaéreos. La séptima división comprendía especialistas, como cocineros y carpinteros, y la octava agrupaba a los encargados de manejar las municiones. Los operadores de radio, señaleros y los intendentes componían la novena, mientras que las tres divisiones restantes eran el personal de la sala de máquinas. Cuando el Bismarck zarpó para su incursión en el Atlántico, el personal de la flota, la tripulación extra y los corresponsales de guerra aumentaron el número de tripulantes hasta más de 2200. La tripulación creó un periódico del acorazado bautizado Die Schiffsglocke (La campana del barco), del que Gerhard Junack, jefe del departamento de ingeniería, publicó un único número el 23 de abril de 1941.

### Armamento y blindaje
Su armamento principal estaba integrado por ocho cañones SK C/34 de 380 mm que disparaban granadas de 800 kg y estaban ubicados en cuatro torretas gemelas: dos a proa —Anton y Bruno— y dos a popa —Cäsar y Dora—. Su batería de armas secundarias comprendía doce cañones L/55 de 150 mm, mientras que para su defensa antiaérea fue equipado con dieciséis L/65 de 105 mm, dieciséis L/83 de 37 mm y doce cañones de 20 mm. Su cinturón blindado principal tenía un grosor de 320 mm y estaba flanqueado por un par de cubiertas acorazadas, la superior y la principal, que tenían un grosor de 50 mm y 100-120 mm, respectivamente. Las torretas de los cañones principales estaban protegidas por planchas de 360 mm en su frente y de 220 mm en sus laterales.

## Historial de servicio

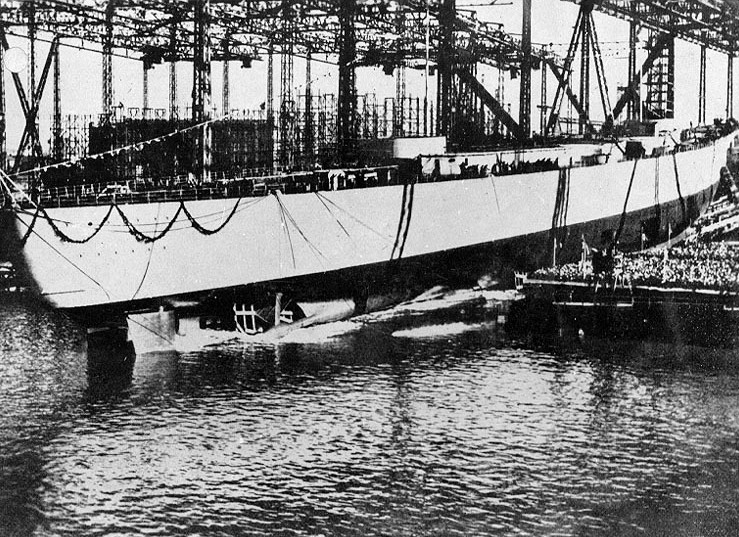
Botadura del Bismarck. Hamburgo, 14 de febrero de 1939.

El 15 de septiembre de 1940, tres semanas después de su entrada en servicio, el Bismarck dejó el puerto de Hamburgo para comenzar sus pruebas de mar en la bahía de Kiel. El barco auxiliar Sperrbrecher 13 escoltó al acorazado hasta el cabo Arkona el 28 del mismo mes, y luego hasta Gotenhafen para sus pruebas en el golfo de Danzig. Se puso a prueba a fondo la planta de energía del buque, así como su velocidad máxima, su estabilidad y maniobrabilidad, tras lo que se detectó un fallo de diseño. Al tratar de dirigir la nave únicamente con la alteración de las revoluciones de las hélices la tripulación percibió que el acorazado mantenía el rumbo con grandes dificultades. Incluso con las hélices laterales girando a máxima potencia en direcciones opuestas el viraje del barco era muy lento. Los cañones de las baterías principales del Bismarck fueron probados por primera vez a fines de noviembre, y se demostró que el barco era una plataforma de tiro muy estable. Las pruebas duraron hasta diciembre, y el día 9 de ese mes el Bismarck arribaba a Hamburgo para recibir retoques menores y completar el proceso de acondicionamiento.

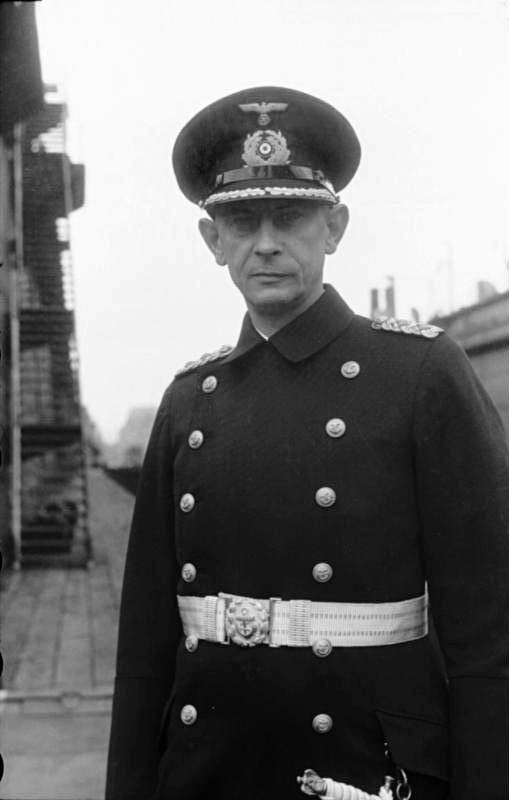
Ernst Lindemann, primer y único capitán del Bismarck.

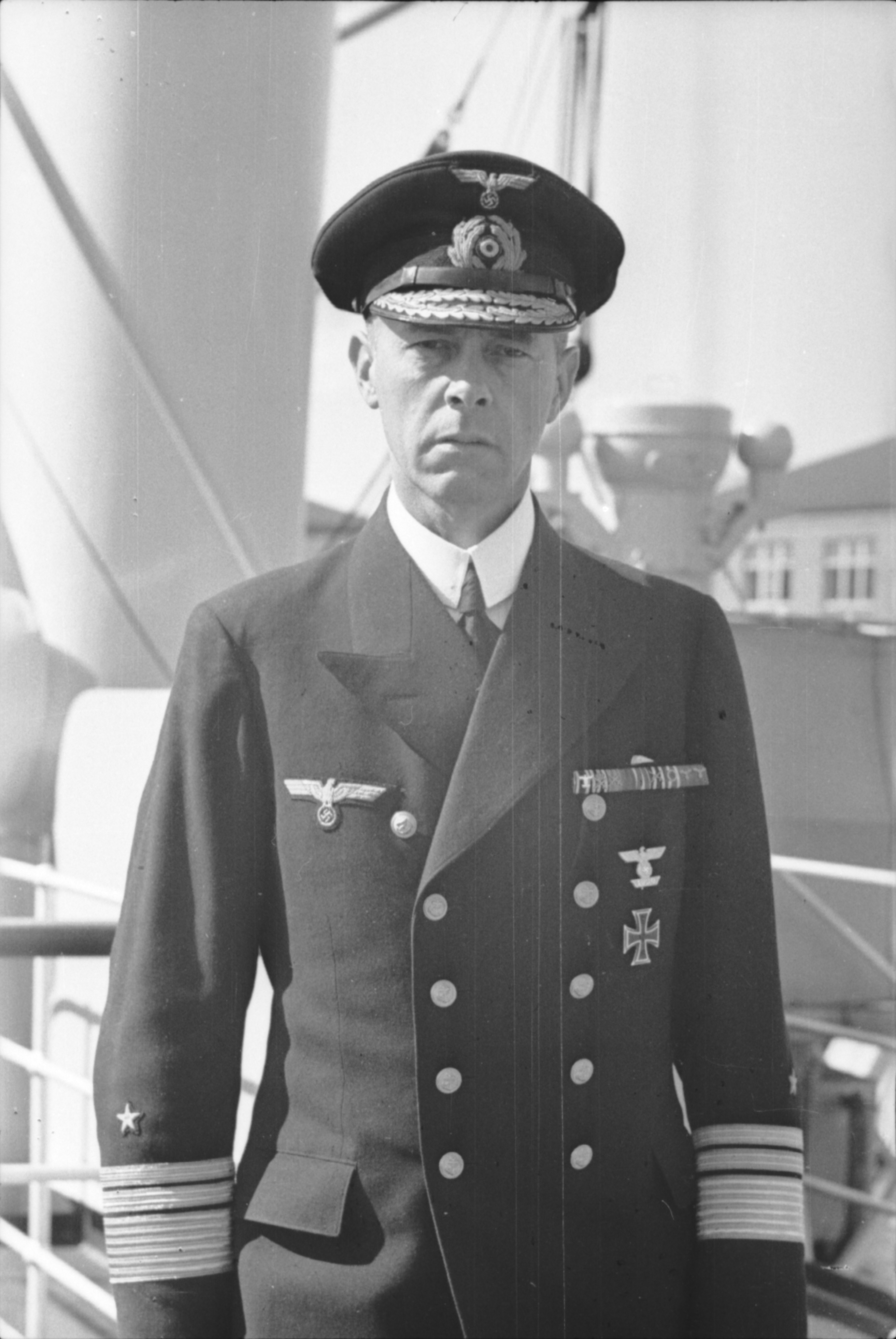
Almirante Günther Lütjens

El buque tenía previsto regresar a Kiel el 24 de enero de 1941, pero un buque mercante se había hundido en el canal de Kiel e impedía el paso por el mismo. Las inclemencias climatológicas retrasaron la retirada del naufragio, por lo que el Bismarck no pudo cruzar a Kiel hasta marzo. Este enorme retraso en la partida del acorazado enfureció a su capitán Lindemann, que dijo que «[El Bismarck] había estado en Hamburgo durante cinco semanas... el precioso tiempo en el mar perdido como consecuencia de ello no se puede recuperar, y es inevitable un retraso significativo en el despliegue de guerra final». Mientras esperaba partir hacia Kiel, el buque recibió la visita del capitán Anders Forshell, el agregado naval sueco en Berlín. Este retornó a Suecia con una detallada descripción del acorazado que fue posteriormente filtrada a la Marina Real británica por elementos probritánicos de la Armada Sueca. Ello dio a la marina inglesa una primera imagen completa del barco, aunque carecían de información específica importante como su velocidad máxima, radio de acción y desplazamiento.
El 6 de marzo el Bismarck recibió la orden de navegar hasta Kiel. En el camino fue escoltado por varios cazas Messerschmitt Bf 109 y un par de barcos mercantes armados, además de un rompehielos. A las 08:45 del día 8 el Bismarck encalló brevemente en la costa sur del canal de Kiel, aunque pudo ser liberado en una hora. El acorazado arribó a Kiel al día siguiente, donde su tripulación se proveyó de municiones, combustible y otros suministros y le aplicó una pintura de camuflaje contra los observadores aéreos. Bombarderos británicos atacaron el puerto el día 12 sin éxito. El 17 el viejo acorazado Schlesien, usado como rompehielos, escoltó al Bismarck a través del hielo hasta Gotenhafen, donde continuó su entrenamiento de combate.

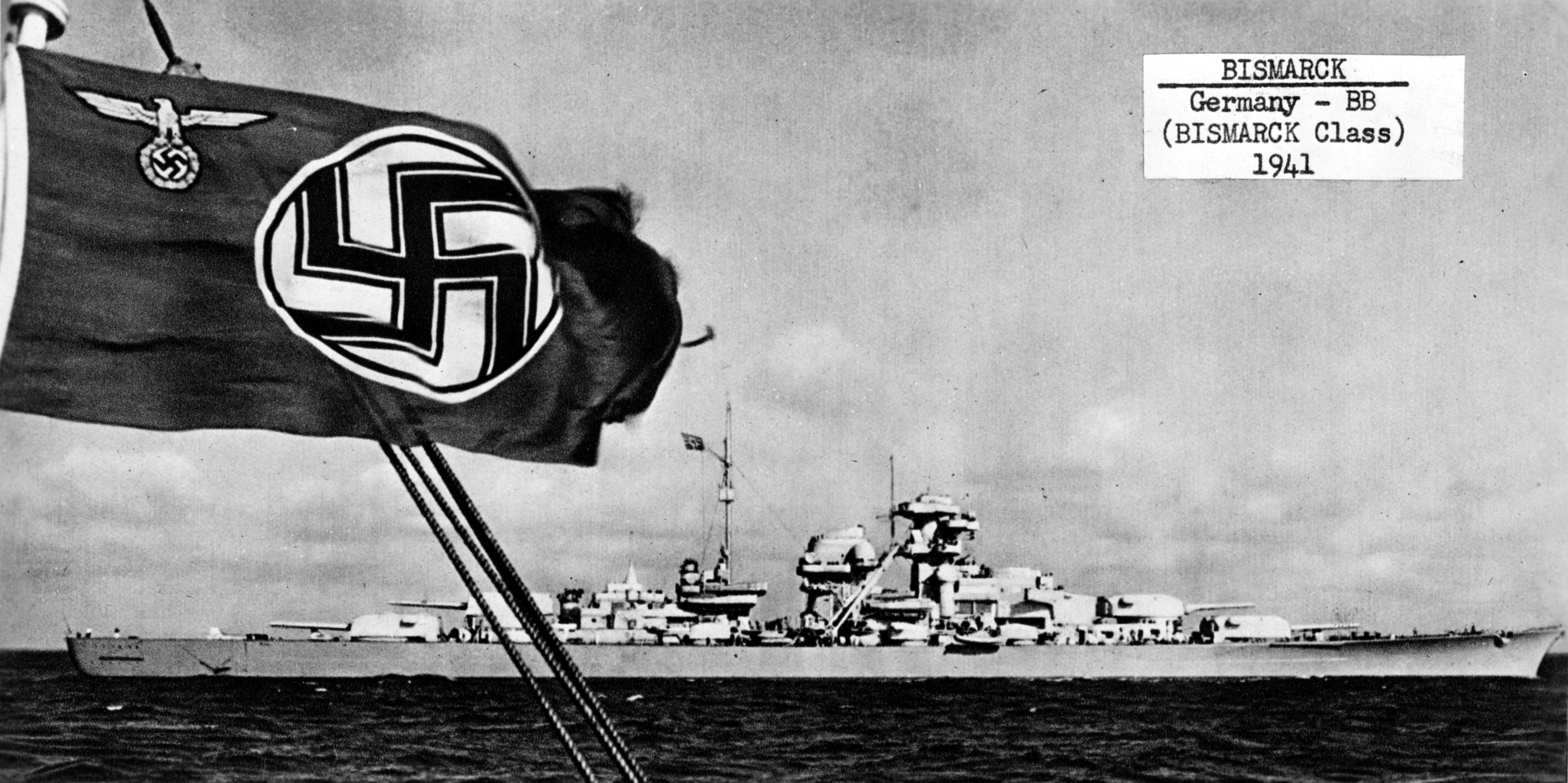
El Bismarck y la bandera de la Alemania Nazi (1941).

El Alto Mando Naval alemán, comandado por el almirante Erich Raeder, tenía la intención de continuar la táctica de emplear barcos pesados como corsarios de superficie contra la navegación mercante aliada en el océano Atlántico. Los dos acorazados clase Scharnhorst estaban basados en ese momento en el puerto de Brest, en la Francia ocupada, y acababan de cumplir la Operación Berlín, una gran redada en el Atlántico. El buque gemelo del Bismarck, el Tirpitz, estaba cercano a finalizarse. Ambos iban a partir desde el mar Báltico para unirse a dos cruceros de la clase Scharnhorst en el Atlántico en una operación prevista inicialmente para el 25 de abril de 1941, cuando un período de luna nueva proporcionaría condiciones más favorables.
Los trabajos en el Tirpitz se completaron más tarde de lo previsto, no fue puesto en servicio hasta el 25 de febrero y no estaría listo para combatir antes de fin de año. Para complicar aún más la situación el Gneisenau fue torpedeado mientras estaba en el puerto de Brest y dañado por bombardeos aéreos mientras permanecía en el dique seco. El Scharnhorst requirió una revisión de sus calderas tras la Operación Berlín y en el transcurso de la misma los trabajadores descubrieron que sus calderas estaban en peor estado del previsto, por lo que tampoco estaría disponible para la salida planeada. Los ataques de los bombarderos británicos a los depósitos de suministros en Kiel retrasaron las reparaciones en los cruceros pesados Admiral Scheer y Admiral Hipper, que no estarían preparados para la acción hasta julio o agosto. El almirante Günther Lütjens, el oficial elegido para dirigir la operación, quiso retrasarla hasta que al menos el Scharnhorst o el Tirpitz estuvieran listos. Sin embargo, el Alto Mando Naval decidió proceder a la operación, llamada en código Operación Rheinübung, con una fuerza compuesta solo por el Bismarck y el crucero pesado Prinz Eugen.

### OperaciónRheinübung
El 5 de mayo Adolf Hitler, Wilhelm Keitel y un gran séquito fueron a ver al Bismarck y al Tirpitz en Gotenhafen. Hicieron una extensa visita a los barcos, tras la cual Hitler se reunió con Lütjens para discutir la próxima misión. El 16 de mayo Lütjens informó que tanto el Bismarck como el Prinz Eugen estaban totalmente preparados para la Operación Rheinübung, y se le ordenó por tanto proceder a la misma a partir de la tarde del día 19. Como parte de los planes operativos un grupo de dieciocho barcos de suministro serían dispuestos para dar soporte a los dos buques de guerra. Cuatro U-Boote se colocarían a lo largo de la ruta del convoy entre Halifax y el Reino Unido para realizar tareas de reconocimiento para los buques incursores.
El 14 de mayo, realizando ya los últimos ejercicios en el golfo de Danzing, en medio de mal clima, el Bismarck tuvo un fallo en una de las grúas (babor) para alzar los hidroaviones mientras realizaba ejercicios con el  crucero ligero Leipzig y tuvo que reingresar a Gothenhafen para abarloarse al muelle y botar la grúa a tierra para reparaciones.

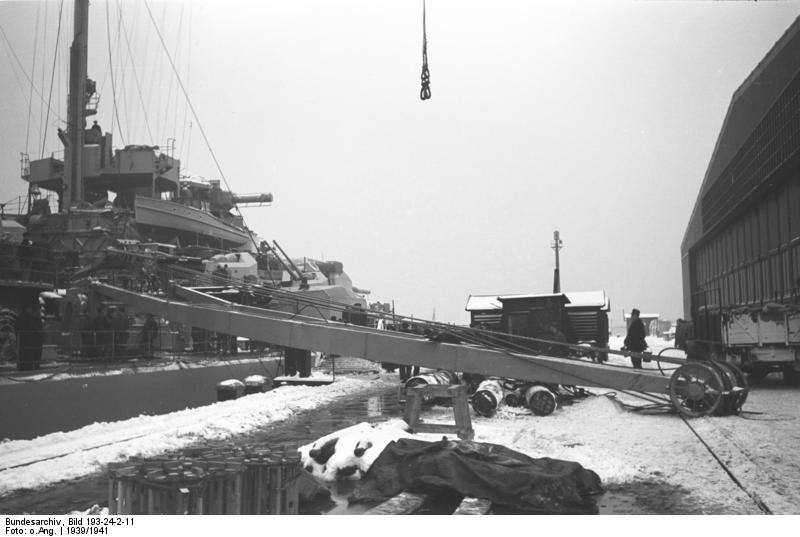
14 de mayo de 1941: El Bismarck bota una de sus grúas a tierra para reparación en Gotenhafen.

Para el inicio de la operación la tripulación del Bismarck había aumentado hasta los 2.221 hombres entre oficiales y marinería, entre los que estaban incluidos sesenta y cinco miembros del personal del almirante y ochenta navegantes, que podrían ser usados para tripular transportes enemigos capturados durante la misión. 
El 16 de mayo, Lütjens informó al Comando central que estaba listo para la misión y el 18 de mayo, se reunió Lütjens convocó a Lindemann y al capitán de navío, Helmuth Brinkmann, comandante del Prinz Eugen para discutir los detalles operativos del Ejercicio Rin.
El inicio del llamado Ejercicio Rin u operación Rheinübung comenzó a las 02:00 del 19 de mayo cuando el Bismarck partió de Gotenhafen y se dirigió a los estrechos daneses. A él se unió frente al cabo Arkona a las 11:25 el Prinz Eugen, que había salido a las 21:18 de la noche anterior. Los dos buques fueron escoltados por tres destructores —Hans Lody, Friedrich Eckoldt y Z23— y una flotilla de dragaminas. La Luftwaffe proveyó cobertura aérea durante el viaje fuera de aguas alemanas. Hacia el mediodía del 20 de mayo, Lindemann informó a la tripulación de la misión del buque a través de los altavoces. Aproximadamente al mismo tiempo un grupo de diez o doce aeronaves suecas en vuelo de reconocimiento avistaron a la fuerza alemana e informaron de su composición y rumbo, aunque los alemanes no los vieron a ellos.
Una hora después la flota germana fue encontrada por el crucero portahidroaviones sueco HSwMS Gotland, que la siguió en el estrecho Kattegat durante dos horas. El Gotland transmitió la noticia al mando naval, señalando: «Dos buques de gran tamaño, tres destructores, cinco barcos de escolta y diez o doce aviones pasaron por Marstrand, rumbo 205°/20'». El Alto Mando Alemán no estaba preocupado por el riesgo de seguridad que suponía el Gotland, aunque tanto Lütjens como Lindemann creyeron que el secreto operacional se había perdido. El informe finalmente llegó al capitán Henry Denham, el agregado naval británico en Suecia, que transmitió la información a su Almirantazgo. Los criptógrafos de Bletchley Park confirmaron que una incursión en el Atlántico era inminente, ya que habían descifrado informes por los que supieron que el Bismarck y el Prinz Eugen habían embarcado tripulación extra y solicitado cartas de navegación adicionales a su cuartel general. Un par de cazas Supermarine Spitfire fueron enviados para localizar a la flotilla alemana en las costas de Noruega.

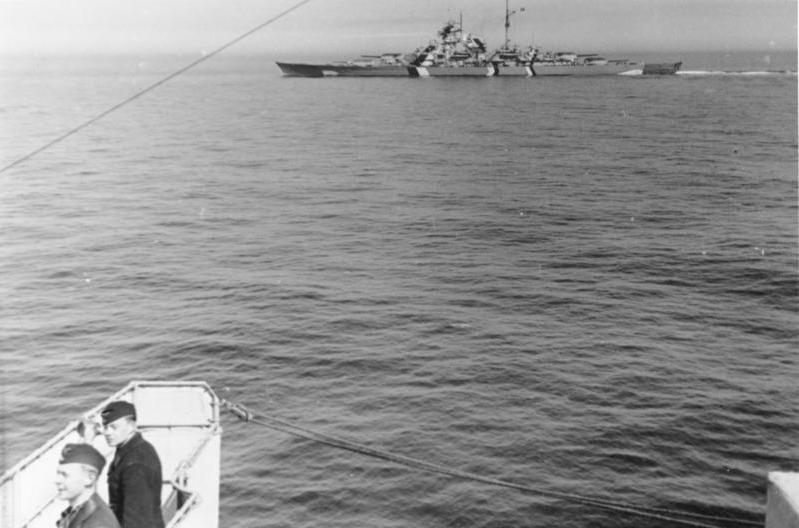
El Bismarck captado desde el Prinz Eugen en el mar Báltico al inicio de la Operación Rheinübung (mayo de 1941).

El reconocimiento aéreo alemán informó que un portaaviones, tres acorazados y cuatro cruceros permanecían anclados en el fondeadero británico de Scapa Flow, lo que confirmó a Lütjens que hasta ese momento los británicos desconocían su operación. En la noche del 20 de mayo el Bismarck y el resto de la flotilla llegaron a las costas noruegas; los dragaminas se separaron y los dos incursores y su escolta de destructores continuaron hacia el norte. A la mañana siguiente los oficiales de intercepción de señales de radio del Prinz Eugen recogieron una señal que ordenaba a los aviones de reconocimiento británicos buscar dos acorazados y tres destructores hacia el norte de la costa noruega. A las 07:00 del día 21 los alemanes avistaron cuatro aeronaves no identificadas, aunque rápidamente se marcharon. Poco después de las 12:00 la flotilla llegó a Bergen y echó anclas en Grimstadfjord. Allí las tripulaciones sobrepintaron las bandas de camuflaje báltico con el color «gris exterior» usado por los barcos de guerra alemanes que operaban en el Atlántico, dejando solo las  ondas de cabeza.

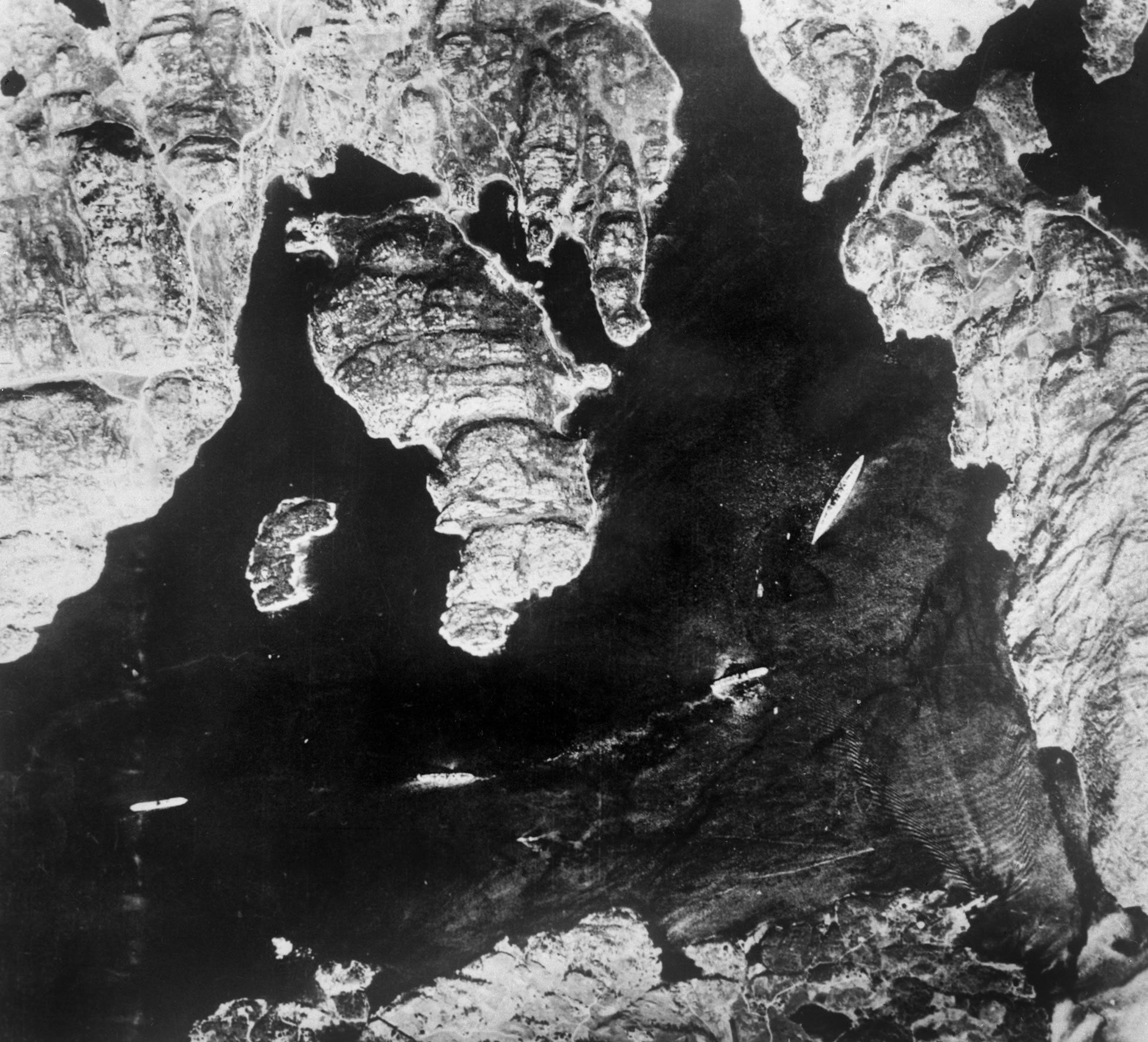
Imagen de Grimstadfjord obtenida por el Spitfire de reconocimiento. Se aprecia claramente al acorazado a la derecha de la foto.

Estando en Noruega, un par de cazas Bf 109 sobrevolaron en círculo sobre el acorazado a fin de protegerlo de un eventual ataque aéreo británico. A pesar de ello, el oficial de vuelo británico Michael Suckling consiguió sobrevolar directamente sobre la flotilla alemana con su Spitfire de reconocimiento y realizar varias fotografías desde una altura de 8.000 m. Una vez recibida la información, el almirante inglés John Tovey ordenó al crucero de batalla HMS Hood, al acorazado recientemente puesto en servicio HMS Prince of Wales y a seis destructores reforzar el par de cruceros que ya patrullaban las aguas del estrecho de Dinamarca. El resto de la Home Fleet británica estaba fondeada en Scapa Flow en estado de máxima alerta. 
Se enviaron dieciocho aviones bombarderos para atacar a los alemanes, pero el tiempo sobre el fiordo había empeorado y no pudieron localizar a los buques alemanes.
El Bismarck no repuso combustible en su estancia en Noruega porque sus órdenes operacionales no lo requerían. Había dejado el puerto con una carga unas 200 toneladas por debajo de su máxima capacidad, y había gastado otras 1000 toneladas en su viaje desde Gotenhafen. El Prinz Eugen por su parte repostó 764 t de combustible. A las 19:30 del 21 de mayo los dos buques y sus tres destructores de escolta partieron de Bergen, y hacia media noche la fuerza ya estaba en mar abierto y en dirección al océano Ártico. En este momento el almirante Erich Raeder informó finalmente a Hitler de la operación, quien dio su consentimiento para continuar con la incursión de mala gana. Los tres destructores de escolta se separaron a las 04:14 del 22 de mayo, mientras la fuerza navegaba frente a Trondheim. Sobre las 12:00 Lütjens ordenó a sus dos buques virar hacia el estrecho de Dinamarca para intentar penetrar en las aguas abiertas del océano Atlántico.
Hacia las 04:00 del 23 de mayo, Lütjens ordenó al Bismarck y al Prinz Eugen aumentar la velocidad hasta los 27 nudos (50 km/h) para sortear rápidamente el estrecho danés. Al entrar en este, ambos buques activaron sus equipos de radar FuMo. El Bismarck navegaba unos 700 m por delante del Prinz Eugen; la niebla redujo la visibilidad a unos 3.000 o 4.000 metros. Los alemanes se toparon con hielo hacia las 10:00, lo que les obligó a reducir la velocidad a 24 nudos. Dos horas más tarde, ambos navíos habían alcanzado un punto al norte de Islandia, y tuvieron que navegar en zigzag para evitar témpanos de hielo. A las 19:22 los operadores de los hidrófonos y el radar de los buques germanos detectaron al crucero inglés HMS Suffolk a una distancia aproximada de 12.500 m. El equipo de radiointercepción del Prinz Eugen descifró las señales del Suffolk y supieron que había dado noticia de su localización.
El almirante Lütjens dio permiso al Prinz Eugen para atacarlo, pero el capitán germano del crucero pesado no pudo definir el objetivo. El crucero enemigo se retiró rápidamente hasta una distancia segura y siguió a los barcos alemanes. A las 20:30 el crucero pesado HMS Norfolk se unió al Suffolk, pero se aproximó demasiado a los navíos germanos y Lütjens ordenó a sus barcos atacar al crucero inglés. El Bismarck disparó cinco salvas, tres de las cuales ahorquillaron al Norfolk e hicieron blanco en sus cubiertas. El crucero tendió una pantalla de humo y se refugió en un banco de niebla, acabando así el breve encontronazo. La conmoción de los poderosos cañones de 380 mm desactivó los radares FuMo 23 del Bismarck, por lo que Lütjens tuvo que pedir al Prinz Eugen que se adelantara para usar sus radares para reconocer.
Alrededor de las 22:00 Lütjens ordenó al Bismarck hacer un giro de 180° en un esfuerzo por sorprender a los dos cruceros británicos que lo perseguían. A pesar de que el Bismarck no era visible en medio de la lluvia que caía, el radar del Suffolk detectó la maniobra y pudo evadir al acorazado. Los cruceros se mantuvieron en su posición toda la noche, transmitiendo continuamente la posición y la conducta de los buques alemanes. Lütjens supuso correctamente que los buques enemigos estaban dotados de radares.
El mal tiempo cesó la mañana del 24 de mayo y dejó paso a un cielo despejado. A las 05:07 de esa mañana los operadores de los hidrófonos del Prinz Eugen detectaron un par de buques sin identificar aproximándose a la formación alemana a una velocidad de 20 nudos (37 km/h).

#### Batalla del estrecho de Dinamarca
A las 05:45 los observadores de los buques alemanes avistaron humo en el horizonte, el humo de las chimeneas del Hood y el Prince of Wales, bajo mando del vicealmirante Lancelot Holland. Lütjens ordenó a la tripulación de sus naves colocarse en sus puestos de combate. 
A las 05:52 el alcance se había reducido a 26.000 m y el Hood abrió anticipadamente fuego con sus cañones proeles, seguido del Prince of Wales un minuto después, esta acción anticipada supuso un grave error táctico. El Hood apuntó al Prinz Eugen pensando que se trataba del Bismarck, mientras que el Prince of Wales hizo lo propio con el Bismarck. Los británicos ignoraban que los navíos alemanes habían intercambiado sus posiciones mientras cruzaban el estrecho de Dinamarca, y aunque los observadores del HMS Prince of Wales los identificaron correctamente, no informaron al almirante Holland. Adalbert Schneider, primer oficial de artillería del Bismarck, pidió permiso por dos veces a Lütjens para devolver el fuego, pero este dudó y cayó en mutismo. Lindemann intervino, murmurando «no dejaré que a mi nave se le dispare bajo mi culo». Lindemann exigió permiso a Lütjens, quien cedió y ordenó a las 05:55 atacar a los buques británicos.

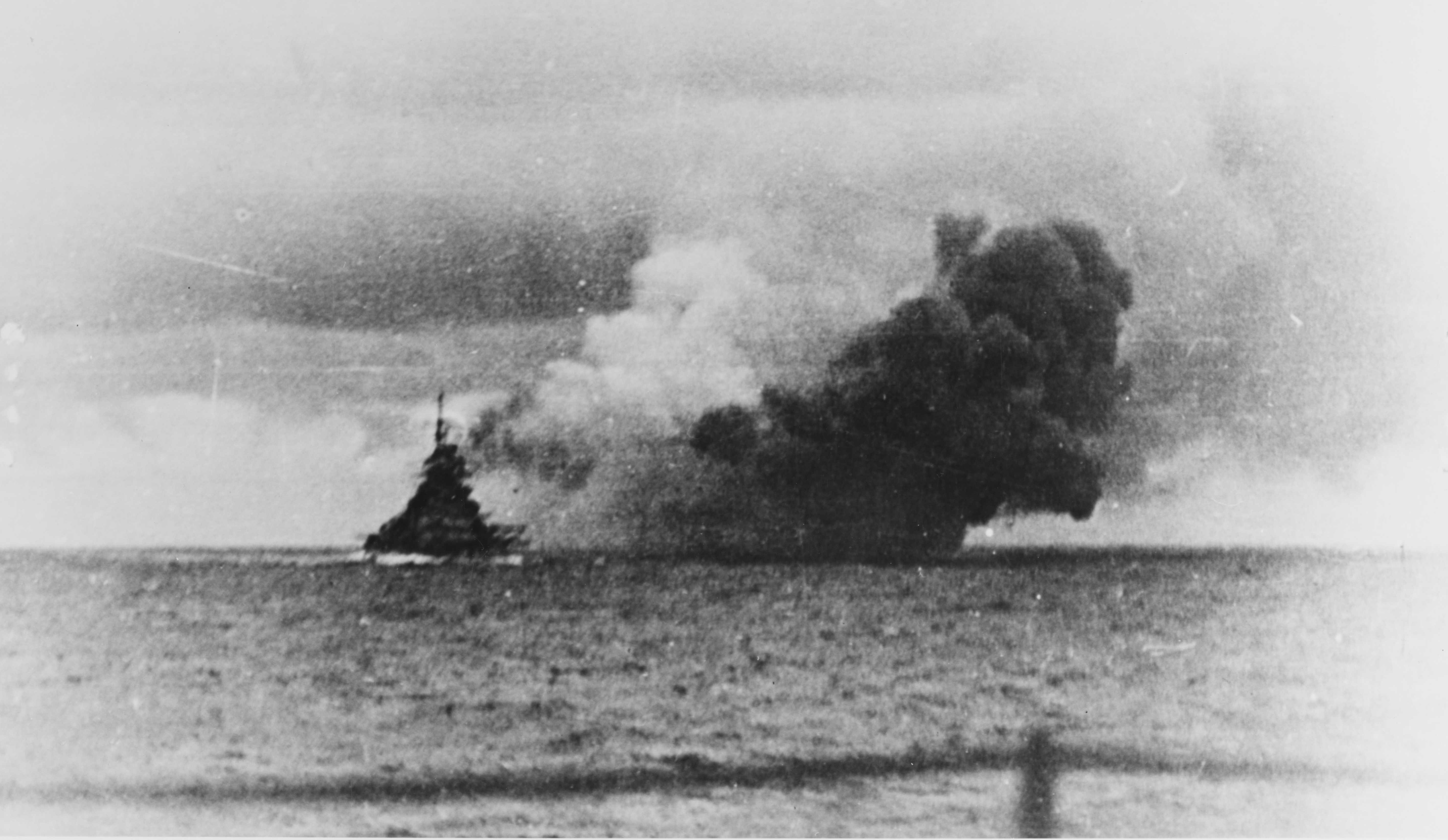
El Bismarck disparando su batería principal durante la Batalla del estrecho de Dinamarca.

Los barcos ingleses avanzaban hacia los alemanes, lo que les obligó a usar únicamente sus baterías delanteras, mientras que el Bismarck y el Prinz Eugen disparaban andanadas completas desde todos sus cañones. Varios minutos después de abrir fuego Holland ordenó un giro de 20° a babor, lo que permitiría a sus barcos hacer uso de todas sus torretas. Los dos buques alemanes concentraron sus salvas en el Hood, y un minuto después de iniciar sus cañonazos el Prinz Eugen le hizo impacto con un proyectil altamente explosivo de 203 mm; su explosión inició un gran incendio en la cubierta de botes que fue prontamente extinguido. Tras disparar tres salvas de cuatro cañones, Schneider había calculado el rango exacto del Hood y ordenó inmediatamente una rápida salva de los ocho cañones de 380 mm del Bismarck. También ordenó a las baterías de 150 mm abrir fuego contra el Prince of Wales. Holland entonces ordenó un segundo giro de 20° a babor para poner sus barcos en un curso paralelo a los buques germanos. Lütjens mandó al Prinz Eugen cambiar de objetivo y atacar al Prince of Wales para así mantener a sus dos oponentes bajo fuego. A los pocos minutos el Prinz Eugen le hizo un par de impactos al acorazado británico e informó del inicio de un pequeño incendio.
Lütjens entonces ordenó a su crucero caer detrás del Bismarck para que pudiera seguir monitorizando la posición de los cruceros Norfolk y Suffolk, que estaban todavía a entre 19 y 22 km al este. 
A las 06:00 el Hood estaba completando su segundo giro a babor cuando el Bismarck disparó su quinta salva. Dos de los proyectiles se quedaron cortos, al caer al agua cerca del crucero, pero al menos uno de los proyectiles perforantes de 380 mm hizo impacto y penetró su delgado blindaje de cubierta. El proyectil llegó tangenciálmente hasta la santabárbara e hizo detonar 112 t de cordita. Una llamarada surgió frente al mástil de popa y seguidamente una masiva explosión reventó la parte trasera del crucero, entre el mástil principal y la chimenea trasera; la sección delantera del buque avanzó brevemente antes de que la inundación de agua hiciera alzarse la proa en un pronunciado ángulo. La popa se elevó de manera similar cuando el agua penetró en sus compartimentos desgarrados por la deflagración. Schneider exclamó por los altavoces «¡Se está hundiendo!». Tras un intercambio de cañonazos de solo ocho minutos, el Hood había desaparecido en menos de tres minutos junto a una tripulación de 1419 hombres.

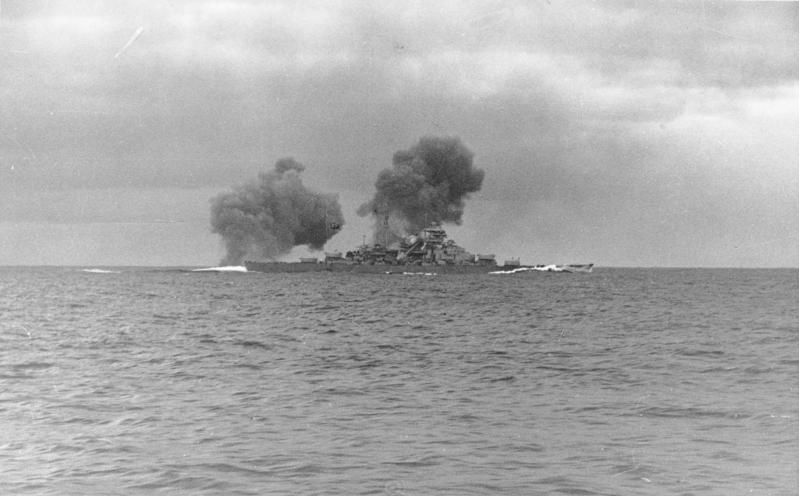
El Bismarck durante el combate.

El Bismarck entonces pasó a disparar al Prince of Wales, y uno de los proyectiles de su primera salva atravesó el puente del buque británico sin explotar pero matando a todos los que se encontraban en el centro de mando menos al comandante de la nave, John Leach, y a otro hombre. El Prince of Wales consiguió hacer blanco al acorazado alemán con su sexta salva, pero los dos buques alemanes hicieron llover proyectiles sobre el acorazado inglés y le causaron graves daños. Los cañones del recientemente puesto en servicio Prince of Wales no funcionaron adecuadamente, y todavía tenía técnicos civiles a bordo. A pesar de su problemática batería principal, el acorazado consiguió hacer blanco en el Bismarck con tres proyectiles: el primero golpeó en el castillo de proa sobre la línea de flotación, pero suficientemente bajo para que penetraran las olas en su casco; el segundo, por debajo del cinturón blindado y explotó al chocar con el mamparo antitorpedos, infligiendo daños menores; y el tercero atravesó entre los hangares desintegrando uno de los botes del acorazado haciéndolo astillas y la plataforma de los hidroaviones sin detonar.
A las 06:13 Leach ordenó retirada, cuando solo dos de sus diez cañones de 356 mm aún disparaban y su barco había recibido cuantiosos daños. El Prince of Wales hizo un viraje de 160° y tendió una pantalla de humo para cubrir su retirada. Los alemanes cesaron de disparar cuando aumentó la distancia. 
Aunque Lindemann abogó por perseguir al navío inglés y destruirlo, Lütjens obedeció las órdenes de la operación sobre evitar el combate con fuerzas enemigas que no protegieran un convoy y rechazó firmemente la idea, ordenando en su lugar al Bismarck y al Prinz Eugen poner rumbo a las aguas abiertas del Atlántico Norte. En el transcurso del combate el Bismarck había disparado 93 proyectiles perforantes y había encajado tres impactos. El proyectil del castillo de proa había provocado la entrada de entre 1000 y 2000 t de agua que contaminó el combustible almacenado en la proa. Lütjens se negó a permitir una reducción de la velocidad para que los equipos de control de daños repararan el agujero del proyectil, que se hizo aún más grande y dejó entrar más agua. El segundo impacto causó algunas inundaciones y su metralla dañó la línea de flotación en la sala del turbogenerador, aunque el Bismarck tenía suficientes reservas de generador y esto no fue problemático. La inundación causada por estos dos impactos provocó una escora de 9° a babor y de 3° en proa.

#### La persecución

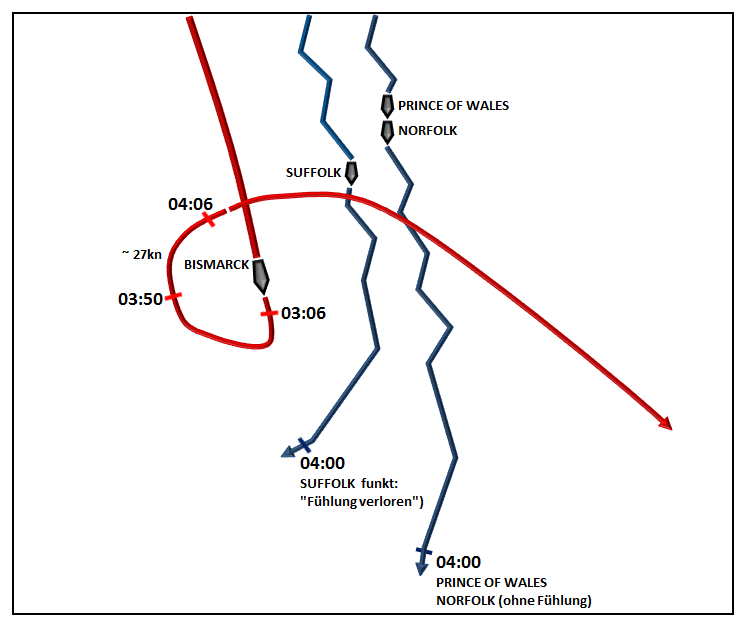
Gráfico que muestra la maniobra de Lütjens para zafarse de la persecución británica en la madrugada del 25 de mayo de 1941.

Tras el combate Lütjens informó que un «crucero de batalla, probablemente el Hood, hundido. Otro acorazado, King George V o Renown, se fue dañado. Dos cruceros pesados mantienen contacto». A las 08:01 transmitió un informe de daños y sus intenciones al Alto Mando Naval Alemán, que fueron separar al Prinz Eugen para que continuara su incursión contra los buques mercantes y recalar con el Bismarck en el puerto francés de Saint-Nazaire para reparaciones. Poco antes de la 10:00 Lütjens ordenó al Prinz Eugen ponerse a popa del Bismarck para averiguar la gravedad de las fugas de combustible del impacto de proa. Tras confirmar «grandes corrientes de combustible a ambos lados de la estela [del Bismarck]», el Prinz Eugen volvió a la posición de vanguardia. Sobre una hora después un hidroavión Short S.25 Sunderland británico informó de la mancha de combustible al Suffolk y al Norfolk, que se habían unido al dañado Prince of Wales. El contralmirante Frederic Wake-Walker, comandante de los dos cruceros, ordenó al Prince of Wales permanecer detrás de sus naves.
La Real Armada británica hizo llamamientos a todas sus unidades en el área para unirse a la persecución del Bismarck y el Prinz Eugen. La Home Fleet del almirante Tovey navegaba para interceptar a los buques alemanes, pero en la mañana del 24 de mayo estaba todavía a 650 km de distancia. El Almirantazgo británico envió a los cruceros ligeros HMS Manchester, Birmingham y Arethusa a patrullar el estrecho de Dinamarca en el caso de que Lütjens decidiera volver sobre sus pasos. Al acorazado HMS Rodney se le ordenó unirse a Tovey. Los viejos acorazados HMS Revenge y HMS Ramillies también recibieron la orden de unirse a la caza. En total, seis acorazados y cruceros de batalla, dos portaaviones, trece cruceros y veintiún destructores fueron convocados a la persecución. Sobre las 17:00 la tripulación a bordo del Prince of Wales había reparado nueve de sus diez cañones principales, por lo que Wake-Walker lo emplazó en el frente de su formación para atacar al Bismarck si se presentaba la oportunidad.
Con el tiempo empeorando, Lütjens intentó separar al Prinz Eugen a las 16:40. La tormenta no era lo suficientemente espesa como para cubrir su retirada a los ojos de los cruceros de Wake-Walker, que continuaban manteniendo contacto de radar, por lo que el Prinz Eugen fue llamado temporalmente. Su partida definitiva se pudo llevar a cabo a las 18:14. El Bismarck viró para encarar a la formación de Wake-Walker, forzando al Suffolk a alejarse a gran velocidad. El Prince of Wales disparó doce salvas contra el acorazado alemán, que respondió con nueve andanadas, ninguna de las cuales hizo blanco. La acción distrajo la atención de los británicos y permitió al Prinz Eugen desaparecer. Después de que el Bismarck volviera a su punto anterior, los tres buques de Wake-Walker se posicionaron a babor del acorazado.

Mapa de las rutas del Bismarck, el Prinz Eugen (líneas rojas) y sus perseguidores británicos (líneas negras).

A pesar de que el Bismarck había sido dañado en el combate con el Hood y el Prince of Wales y se vio obligado a reducir su velocidad, seguía siendo capaz de navegar a 27-28 nudos (50-52 km/h), la misma velocidad máxima que el King George V de John Tovey. A menos que se le frenara, los británicos no serían capaces de evitar que llegara a Saint-Nazaire. Poco antes de las 16:00 del 25 de mayo, Tovey separó el portaaviones HMS Victorious y cuatro cruceros ligeros para realizar una ruta que podría posicionarlos para lanzar sus aviones torpederos. A las 22:00 el Victorious lanzó su ataque, que comprendía seis cazas Fairey Fulmar y nueve torpederos Fairey Swordfish. Los aviadores inexpertos casi atacan al Norfolk, equivocación que alertó a los artilleros antiaéreos del Bismarck. El acorazado alemán llegó a utilizar sus baterías principales y secundarias para disparar lo máximo posible y crear salpicaduras gigantes en el camino de los torpederos, pero ninguno de los aviones atacantes fue derribado. El Bismarck evitó ocho de los nueve torpedos que le lanzaron, pero el noveno impactó hacia el centro del buque, en el cinturón blindado, y causó daños materiales menores. La conmoción del choque arrojó a un hombre contra una pared y lo mató, mientras que otros cinco resultaron heridos.
La explosión del torpedo causó algunos daños menores en la instalación eléctrica, pero fueron la alta velocidad y las maniobras erráticas para evadir los torpedos las que infligieron mayores daños. Los cambios bruscos en la velocidad y el curso aflojaron el precario sellado del agujero de proa, con lo que aumentaron las inundaciones y la caldera número dos del lado de babor tuvo que ser abandonada. La pérdida ahora de dos calderas en el eje de babor, junto con la disminución de los niveles de combustible y el aumento de la inundación de proa, forzó a reducir la velocidad a 16 nudos (30 km/h). Se enviaron buzos bajo la proa para reparar el sellado del boquete, tras lo que se pudo aumentar la velocidad a 20 nudos (37 km/h). Los mandos del acorazado determinaron que esa era la velocidad más económica para el viaje hasta la Francia ocupada.
Poco después de que los Swordfish salieran de escena, el Bismarck y el Prince of Wales se enfrentaron en un breve duelo artillero, pero ambos fallaron sus disparos. Los equipos de control de daños del Bismarck retomaron su trabajo tras el breve cañoneo. El agua de mar que había inundado la caldera número dos de babor amenazó con penetrar en el turbogenerador número cuatro del sistema de suministro de agua, lo que habría permitido al agua salada llegar a los motores de la turbina. El agua salada habría destruido los álabes de la turbina y reducido considerablemente la velocidad del barco. Sin embargo, en la mañana del día 25 el peligro había pasado. El buque desaceleró hasta los 12 nudos para permitir a los buzos bombear el combustible de los compartimentos delanteros hacia los tanques traseros, los cuales conectaron con éxito dos mangueras que permitieron el trasvase de varios cientos de toneladas de combustible.
Con la persecución adentrándose en las aguas abiertas del Atlántico Norte, los buques de Wake-Walker se vieron obligados a navegar en zigzag para evitar a los submarinos alemanes que podían estar en la zona. Esto requería que navegaran diez minutos a babor y otros diez a estribor para así mantener un mismo curso. Hacia los últimos minutos del viraje a babor, el Bismarck desapareció del radar del Suffolk. A las 03:00 de la madrugada del 25 de mayo Lütjens ordenó incrementar la velocidad al máximo, que en ese momento era 28 nudos (52 km/h), tras lo que mandó que el acorazado girara en círculo, primero hacia el oeste y después hacia el norte. Esta maniobra se realizó en el momento en que el navío alemán estaba fuera de los radares británicos, por lo que consiguió girar y colocarse tras ellos. El capitán del Suffolk asumió que el Bismarck se había perdido en dirección oeste, por lo que tomó esa derrota con el fin de localizarlo. Después de media hora informó a Wake-Walker de la situación, quien mandó a los tres barcos dispersarse tan pronto asomaran las primeras luces del día con objeto de hacer una búsqueda visual de la nave enemiga.
La Real Armada británica se embarcó en una búsqueda frenética del Bismarck. El portaaviones Victorious y sus cruceros de escolta fueron enviados al oeste, los buques de Wake-Walker continuaron al sur y al oeste y al almirante Tovey navegó hacia el centro del Atlántico. La situación se fue complicando puesto que muchos de los barcos ingleses estaban agotando su combustible. La Fuerza H, centrada en el portaaviones HMS Ark Royal y procedente de Gibraltar, estaba todavía a un día de navegación de la zona de búsqueda. Sin saber que Wake-Walker los había perdido, Lütjens envió largos mensajes de radio al Grupo Naval Oeste, con base en París. Estas señales fueron interceptadas por los británicos, que determinaron su rumbo, pero este fue erróneamente trazado y mantuvo a los barcos de Tovey en un curso equivocado durante siete horas. Para cuando el error fue advertido, el Bismarck había abandonado el área.

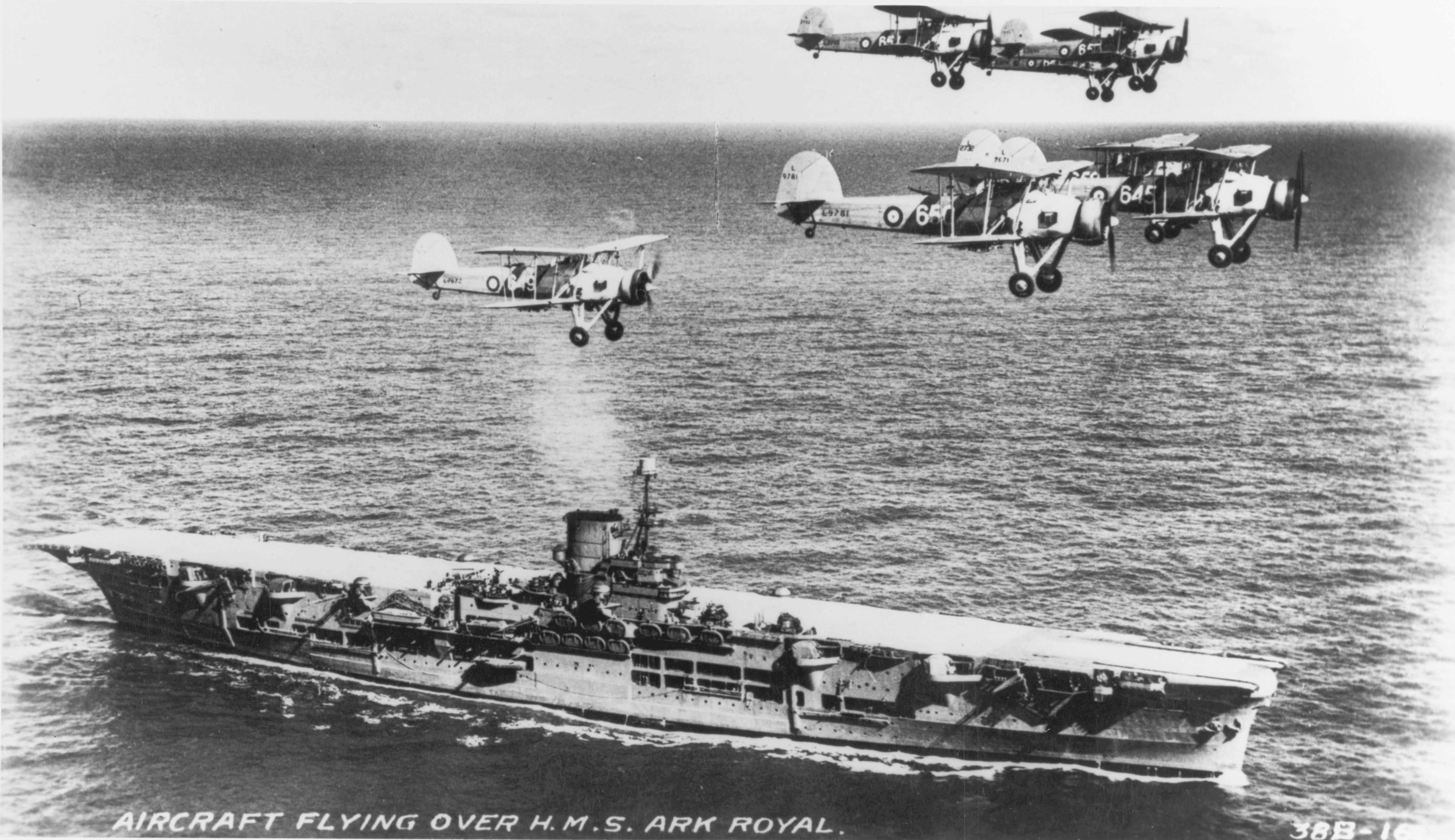
Varios Swordfish sobrevuelan al Ark Royal.

Los decodificadores británicos fueron capaces de descifrar algunas señales alemanas, incluyendo una orden que mandaba a Lütjens dirigirse al puerto de Brest. La Resistencia Francesa ayudó a los británicos confirmando el movimiento de unidades de la Luftwaffe hacia Brest para proveer cobertura aérea. Tovey podría haber movido entonces sus fuerzas hacia Francia para converger en las áreas por las que tendría que pasar el Bismarck para llegar a dicho puerto. Un escuadrón de comando costero de hidroaviones Consolidated PBY Catalina con base en Irlanda del Norte fue convocado a la búsqueda para cubrir las áreas por las que se podría dirigir el Bismarck hacia la costa. A las 10:10 del 26 de mayo, un Catalina pilotado por el alférez de la Armada Norteamericana Leonard B. Smith localizó al Bismarck a unos 1280 km al noroeste de Brest. Su velocidad actual era lo bastante alta como para llegar bajo la protección de los U-Boote y las Luftwaffe en menos de un día, y no había fuerzas británicas lo suficientemente cerca para detenerlo.
La única posibilidad que tenía la Marina Real británica era el Ark Royal con la Fuerza H, bajo mando del almirante James Somerville. El Victorious, el Prince of Wales, el Suffolk y el Repulse se vieron obligados a interrumpir la búsqueda por sus bajas reservas de combustible, por lo que los únicos barcos pesados restantes, además de la Fuerza H, eran el King George V y el Rodney, pero estaban muy lejos para interceptar al Bismarck. Los Swordfish del Ark Royal ya estaban buscando en el área en que el Catalina había avistado al acorazado alemán, y varios torpederos también lo localizaron a unos 110 km del Ark Royal. Somerville ordenó un ataque de los Swordfish en cuanto regresaron, y fueron armados con torpedos. Separó al HMS Sheffield para seguir al Bismarck, aunque los aviadores de los torpederos no fueron informados de ello. Como resultado, los Swordfish, que iban armados con torpedos equipados con nuevos detonadores magnéticos, atacaron accidentalmente al Sheffield. Los detonadores magnéticos no funcionaron y el Sheffield salió indemne.

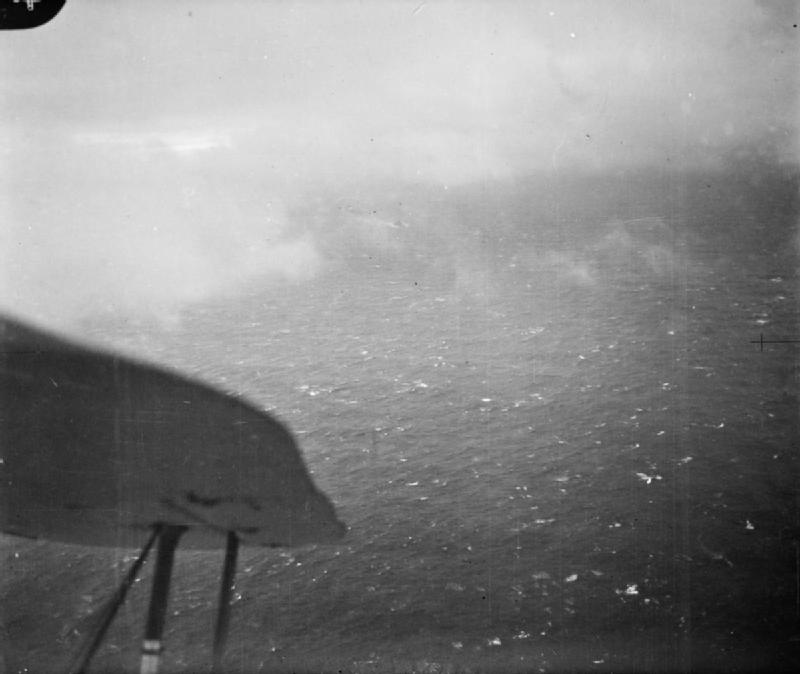
El Bismarck a lo lejos fotografiado desde un avión bombardero Swordfish justo antes del ataque con torpedos.

A su regreso al portaaviones los Swordfish fueron rearmados con torpedos de detonadores de contacto. Quince aviones llevaron a cabo el segundo ataque, que fue lanzado a las 19:10. A las 20:47 los torpederos iniciaron su ataque descendiendo a través de las nubes. Mientras se aproximaban al Bismarck, este disparó su batería principal contra el Sheffield, impactándole con su segunda salva y matando a tres hombres e hiriendo a varios más. El barco británico se retiró rápidamente tendiendo una pantalla de humo. Fue entonces cuando los Swordfish lanzaron su ataque; el Bismarck comenzó a virar violentamente mientras todas sus baterías antiaéreas intentaban derribar a los torpederos. Consiguió evitar casi todos los torpedos que estos dejaron caer, pero dos le impactaron. Uno acertó hacia el centro del buque en el lado de babor, justo debajo del cinturón acorazado principal. La fuerza de su explosión fue contenida por el sistema de protección submarina, pero se produjeron algunos daños estructurales y pequeñas inundaciones.
El segundo torpedo hizo blanco a babor de popa, cerca del eje del timón de babor. Su explosión causó graves daños en el ensamblaje del timón de babor, pues el acoplamiento fue destrozado y el timón no pudo ser desenganchado; este se quedó virado 12° a babor. La explosión también causó importantes daños en la nave. El equipo de control de daños intentó repetidamente retomar el control del timón, y con el tiempo consiguieron arreglar el timón de estribor, pero el de babor permaneció atascado. Se sugirió arrancar este timón con explosivos, pero Lütjens no lo permitió afirmando que «No podemos poner en peligro la nave con medidas de este tipo». Consideró que había un serio peligro de dañar las hélices, lo que habría dejado al acorazado completamente indefenso. A las 21:15, Lütjens informó que el Bismarck no era maniobrable.

#### Hundimiento

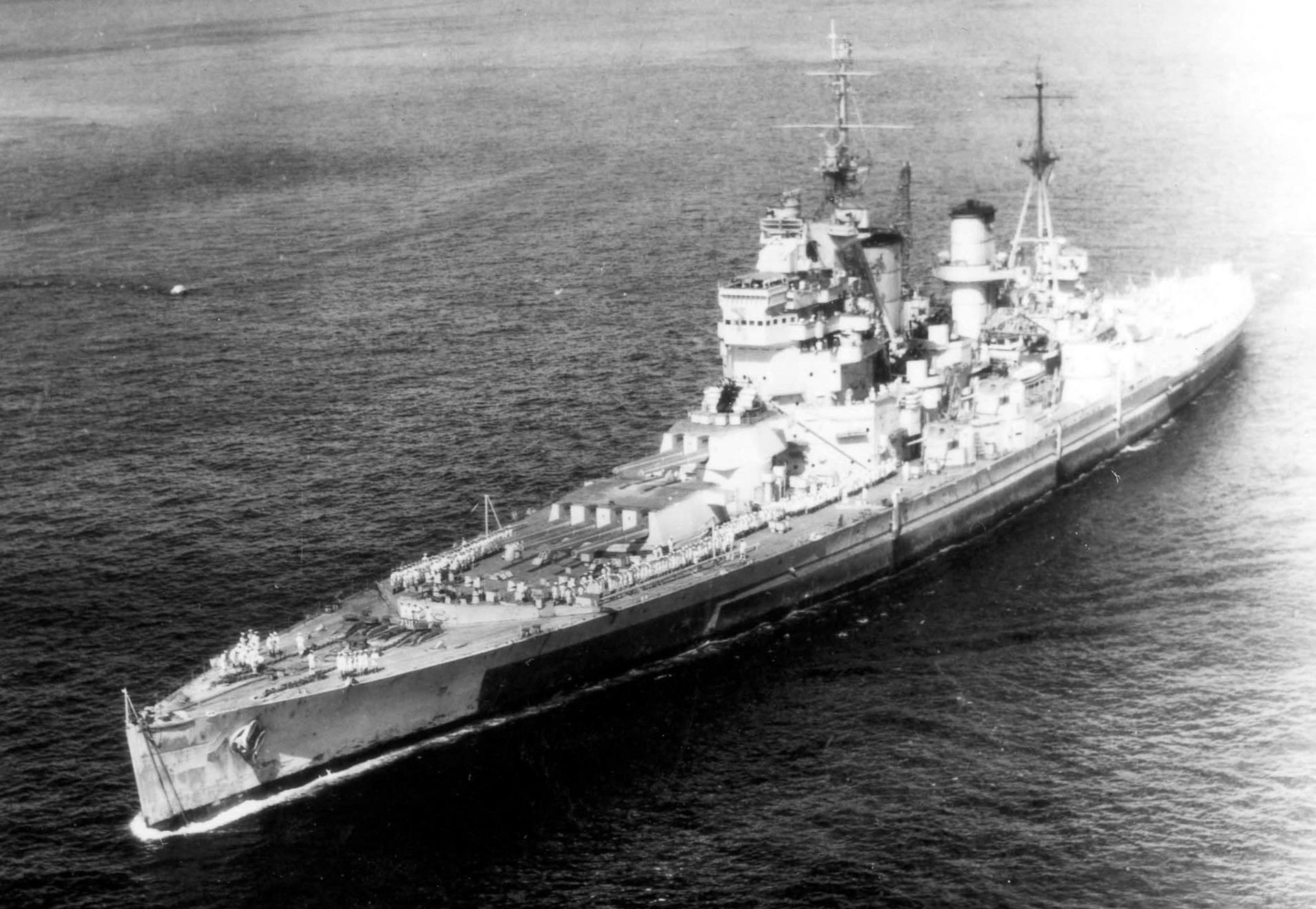
El HMS King George V, líder de la clase a que pertenecía el Prince of Wales y uno de los verdugos del Bismarck.

Con el timón de babor atascado, el Bismarck navegaba en amplios círculos, incapaz de huir de los barcos de Tovey. A pesar de que la escasez de combustible había reducido el número de barcos británicos, los acorazados King George V y Rodney estaban aún disponibles, junto con los cruceros pesados Dorsetshire y Norfolk. Lütjens informó al cuartel general a las 21:40 del día 26: «Barco imposible de maniobrar. Lucharemos hasta el último proyectil. Larga vida al Führer.» En la creciente oscuridad, el Bismarck disparó brevemente contra el Sheffield, que se alejó a gran velocidad y perdió contacto con el acorazado por la poca visibilidad. El grupo de cinco destructores del capitán Philip Vian se encargaría de mantener contacto durante la noche.
Estos barcos encontraron al Bismarck a las 22:38, que atacó brevemente con sus cañones principales. Tras disparar tres salvas, ahorquilló al destructor polaco ORP Piorun, que continuó aproximándose hasta que a unos 12.000 m un proyectil le cayó cerca y lo obligó a alejarse. A lo largo de la noche y la mañana los destructores de Vian acosaron constantemente al Bismarck, iluminándolo con sus bengalas y disparándole docenas de torpedos, ninguno de los cuales le alcanzó. Entre las 05:00 y las 06:00 la tripulación del Bismarck intentó lanzar un hidroavión Arado Ar 196 con el diario de guerra del acorazado, imágenes de la confrontación con el Hood y otros documentos importantes. La tercera granada del Prince of Wales, que había alcanzado la lancha motora del capitán, había dañado también la catapulta de lanzamiento del hidroavión, dejándola inoperativa. Incapaces de hacer despegar el avión, la tripulación simplemente lo empujó por la borda.
Después del amanecer del 27 de mayo, Tovey, a bordo del King George V, dirigió el ataque contra el paralizado Bismarck. El Rodney siguió la aleta de babor, Tovey pretendía navegar directamente hacia el Bismarck hasta que estuviera a unos 15 km de distancia. En ese momento, viraría al sur para colocarse en un rumbo paralelo a su objetivo. A las 08:43 desde el King George V avistaron al Bismarck a unos 23.000 m, y cuatro minutos después las torretas de proa del Rodney abrieron fuego con seis cañones de 406 mm. Casi inmediatamente después hizo lo propio el King George V con sus baterías de 356 mm. El Bismarck devolvió el fuego a partir de las 08:50 con sus cañones delanteros, y con su segunda salva ahorquilló al Rodney.

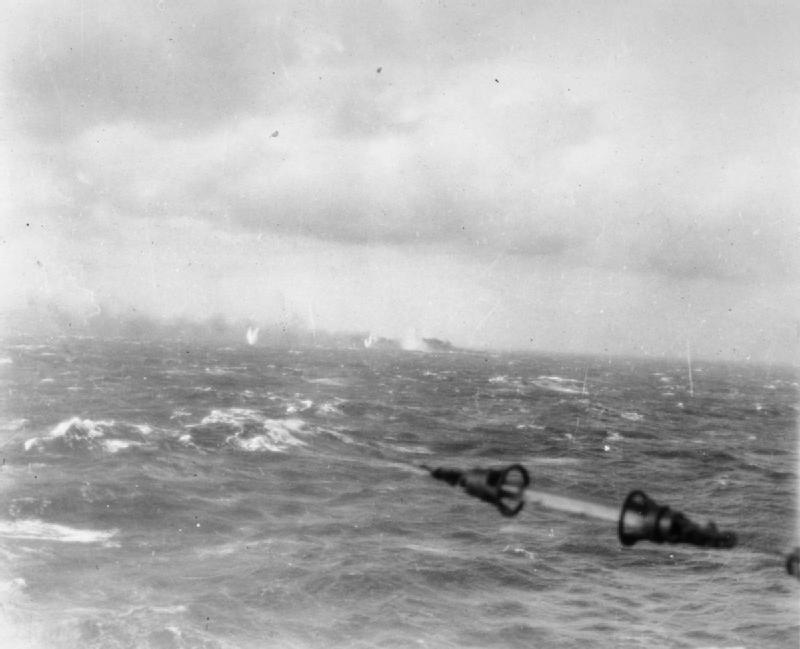
El Bismarck en llamas y hundiéndose en la mañana del 27 de mayo de 1941. En la fotografía, tomada desde uno de los buques británicos que le dieron caza, se observa el humo procedente del acorazado alemán y los impactos de las granadas.

Como la distancia se reducía, las baterías secundarias del barco comenzaron a disparar. El Norfolk y el Dorsetshire también acortaron distancias y abrieron fuego con sus piezas de 203 mm. A las 09:02 una granada de 406 mm del Rodney impactó en la superestructura del Bismarck, matando cientos de tripulantes y dañando gravemente las torretas delanteras Anton y Bruno. Según los supervivientes, este brutal impacto fue el que probablemente mató a Lindemann, Lütjens y el resto del estado mayor en el puente. La batería delantera principal estaba ya fuera de combate, a pesar de lo cual se las arregló para disparar su última salva a las 09:27. La estación de control de los cañones principales fue rápidamente destruida. El teniente Von Müllenheim, en la estación de control posterior, se hizo cargo del control de fuego de las torretas traseras, consiguiendo disparar tres andanadas antes de que una granada destruyera la dirección de tiro, desactivando el equipo. Dio la orden de disparar de forma independiente a los cañones todavía activos, pero a las 09:31 las cuatro baterías principales habían sido neutralizadas.
Hacia las 10:00 los dos acorazados de Tovey habían disparado unos 700 proyectiles con sus baterías principales, la mayoría a muy poca distancia. El Bismarck había quedado reducido a escombros, en llamas de proa a popa. Escoraba 20° a babor y se hundía por proa. El Rodney se aproximó hasta los 2.700 m, lo que para sus cañones equivalía a disparar a quemarropa, y continuó arrasando el maltrecho casco del acorazado alemán. Tovey no debía cesar el fuego hasta que los alemanes arriaran sus banderas o estuviera claro que abandonaban el barco. El Rodney le lanzó dos torpedos desde sus tubos de babor —una granada del Bismarck había estallado a veinte metros de su proa y había dejado inservibles sus tubos de estribor, en lo que había sido el disparo alemán que más cerca le acertó— y reclamó un impacto, algo que, de acuerdo a Ludovic Kennedy, «Si fuera cierto, [es] la única ocasión en la historia en que un acorazado torpedea a otro».
Hans Oels, primer oficial del acorazado alemán, ordenó a los hombres bajo la cubierta abandonar el barco. También instruyó a la tripulación de la sala de máquinas para abrir los compartimentos estancos del buque y preparar cargas para echarlo a pique. Gerhard Junack, oficial jefe de ingeniería, ordenó a sus hombres colocar cargas explosivas con mechas que tardarían nueve minutos en arder, pero el sistema de comunicación se rompió y tuvo que enviar a un mensajero para confirmar la orden de hundir el buque. Ese mensajero nunca regresó, por lo que Junack preparó las cargas y ordenó a la tripulación abandonar la nave. Oyeron las detonaciones de los explosivos mientras ascendían por los distintos niveles del barco. Mientras tanto, Oels corría por todo el acorazado ordenando a los hombres abandonar sus puestos, pero tras acceder a cubierta, una enorme explosión lo mató a él y a otros cientos de hombres.

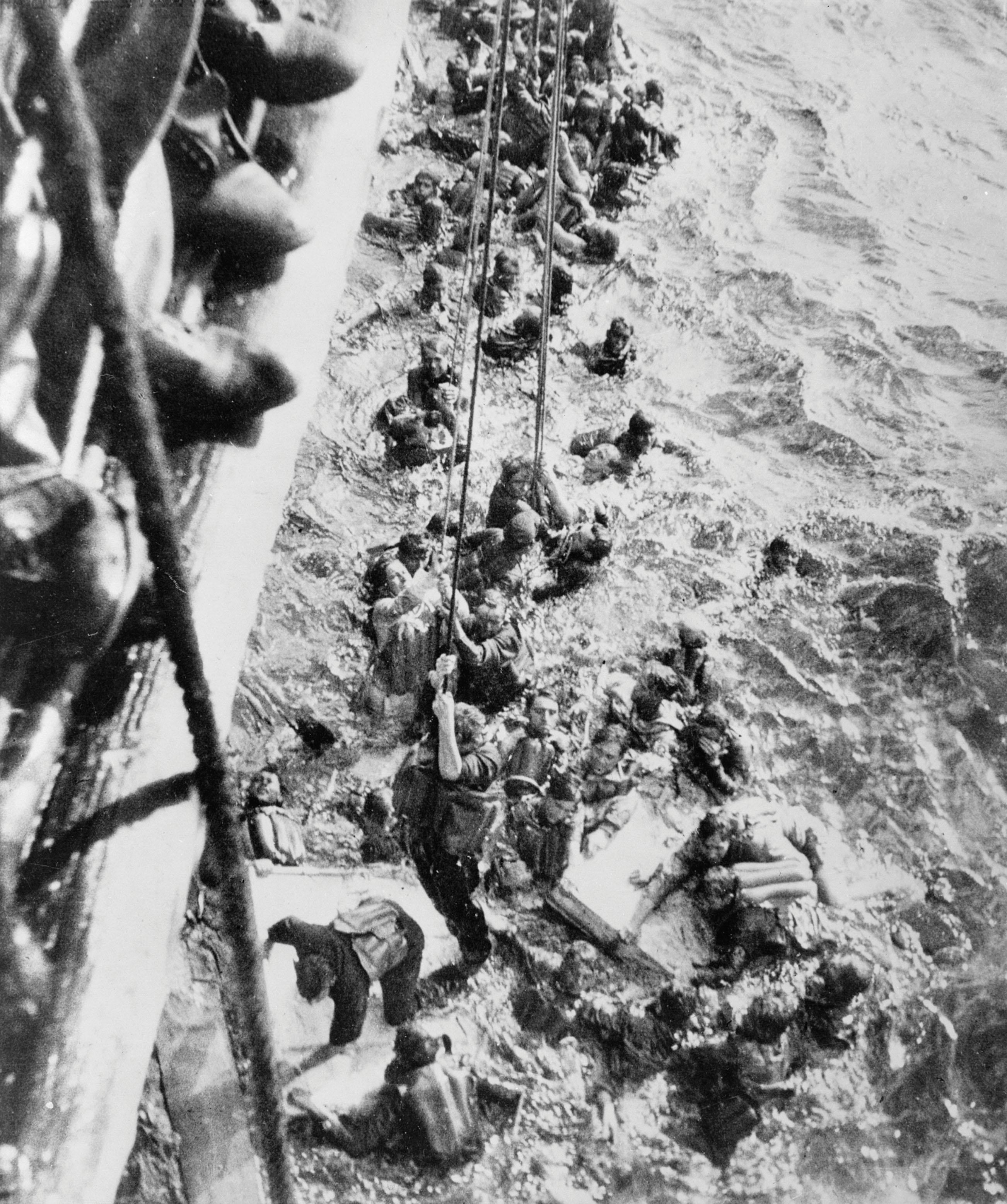
Supervivientes del Bismarck siendo rescatados por el HMS Dorsetshire.

Los cuatro buques británicos dispararon más de 2800 proyectiles contra el Bismarck y acertaron más de 400, pero no fueron capaces de hundir el acorazado alemán. Hacia las 10:20, con los niveles de combustible muy bajos, Tovey ordenó al Dorsetshire reducir distancias y disparar torpedos al acorazado. Lanzó un par de torpedos a la banda de estribor del Bismarck, uno de los cuales le hizo blanco, tras lo que giró a la banda de babor para dispararle otro torpedo que también le impactó. Para cuando se produjo este ataque con torpedos el acorazado escoraba claramente y su cubierta estaba parcialmente inundada. Al parecer el último torpedo impactó a babor de su superestructura, que ya estaba bajo el agua. Sobre las 10:35 el Bismarck volcó hacia la castigada banda de babor y se hundió por popa, desapareciendo de la superficie a las 10:40. Junack, que había abandonado la nave a tiempo, no observó daños submarinos en la banda de estribor del acorazado. Von Müllenheim-Rechberg aseguró lo mismo, pero asumió que la banda de babor, ya sumergida, debía haber sufrido daños importantes. Unos cuatrocientos hombres estaban ahora en las aguas; el Dorsetshire y el destructor Maori se acercaron y tiraron cabos para subir a los náufragos a bordo. A las 11:40 el capitán del Dorsetshire ordenó el abandono de las tareas de rescate después de que los ojeadores avistaran lo que creyeron era un submarino alemán. El Dorsetshire había rescatado ochenta y cinco hombres y el Maori otros veinticinco en el momento en que abandonaron el lugar, uno de los cuales murió a causa de sus heridas al día siguiente. Un U-Boot llegó más tarde y rescató a tres hombres, mientras que otro barco alemán salvó a otros dos. De una tripulación de unos 2200 hombres, solo 114 sobrevivieron.
Al tiempo que el navío alemán entablaba su último combate contra los buques de la Marina Real Británica el almirante Otto Schniewind, Jefe del Estado Mayor del SKL, solicitó a la Armada española el envío de naves de auxilio previendo el desenlace final de la batalla. El 27 de mayo de 1941 a las 11:40, cuando ya el acorazado había zozobrado, zarpó de la base de Ferrol el crucero pesado Canarias, que llegó a la zona del hundimiento en la noche del 29 de mayo. Allí se encontró con un submarino alemán y, en la madrugada del 30, con el buque meteorológico alemán Sachsenwald. Tras recorrer la zona únicamente logró rescatar los cadáveres de dos marinos alemanes, que fueron devueltos al mar con todos los honores.
El Bismarck apareció mencionado tres veces en el Wehrmachtbericht, el boletín diario realizado por el Oberkommando der Wehrmacht (Alto Mando de la Wehrmacht), durante la Operación Rheinübung. La primera reseña relataba la batalla del estrecho de Dinamarca, la segunda fue una breve descripción de la destrucción y hundimiento del acorazado y la tercera una exagerada afirmación de que el Bismarck había hundido un destructor británico y derribado cinco aeronaves. En 1959 Cecil Scott Forester publicó la novela Last Nine Days of the Bismarck —Los últimos nueve días del Bismarck—, libro que fue adaptado al cine un año después por la película Sink the Bismarck! —¡Hundid el Bismarck!—. En el filme, y con fines dramáticos, se mostraba al acorazado alemán hundiendo un destructor británico y derribando dos aviones, aunque nada de esto sucedió.

## El pecio

### Descubrimiento por Robert Ballard
El pecio del Bismarck fue descubierto el 8 de junio de 1989 por Robert Ballard, el oceanógrafo responsable del hallazgo del Titanic. El Bismarck descansa casi íntegro a una profundidad aproximada de 4791 m a unos 650 km al oeste de Brest, Francia. Aterrizó en la ladera de un volcán submarino apagado llamado Pourcupine que se yergue unos mil metros sobre la llanura abisal circundante y su impacto provocó un deslizamiento en el lodo de dos kilómetros. El acorazado se deslizó por la pendiente y se detuvo dos tercios más abajo.
La inspección de Ballard no encontró penetraciones bajo la línea de flotación en el cinturón acorazado del barco. Se encontraron ocho agujeros en el casco, uno a estribor y el resto a babor, todos por encima de la línea de flotación. Uno de los agujeros se halla en la cubierta, a estribor de proa. El ángulo y la forma del mismo indican que fue disparado desde babor del Bismarck y golpeó la cadena del ancla de estribor, que ha desaparecido por ese agujero. Seis boquetes se abren hacia el centro del buque, tres fragmentos de proyectil perforaron el cinturón acorazado superior y uno hizo un agujero en el cinturón acorazado principal. Además a popa es visible un enorme agujero, paralelo a la catapulta de los hidroaviones, en la cubierta. No está claro si es el resultado de una explosión interna de la santabárbara debido a la penetración de un proyectil. Los sumergibles no hallaron ningún signo de penetración de una granada en el blindaje del acorazado, por lo que es probable que los proyectiles solo atravesaran la cubierta. Grandes abolladuras dejan entrever que muchos de los proyectiles de 356 mm disparados por King George V rebotaron en el cinturón blindado alemán.
Ballard señaló que no había hallado indicios de las implosiones internas que ocurren en el casco de un barco cuando se hunde con aire en sus compartimentos internos. El agua que lo rodea, que tiene mucha más presión que el aire contenido en el casco, aplasta la nave. Sin embargo, Ballard señala que el casco está en muy buen estado y asegura que el «Bismarck no implosionó». Ello sugiere que los compartimentos del acorazado fueron inundados cuando se hundió, apoyando la teoría que afirma que fue echado a pique por sus tripulantes. Ballard ha mantenido en secreto la ubicación exacta del pecio para prevenir que otros submarinistas retiren objetos del acorazado, algo que él considera una forma de saqueo de tumbas.
En el descubrimiento del pecio se halló que toda la popa se había separado, ya que no estaba cerca de los restos principales y todavía no ha sido hallada, por lo que se puede suponer que su desgarro no se produjo en el impacto contra el fondo del mar. Esa sección que falta coincide con la parte en que impactó el torpedo, lo que plantea dudas sobre un posible fallo estructural. La zona de popa había recibido varios impactos que se sumaban al daño del torpedo. Esto, unido al hecho de que el acorazado se hundió por la popa y no tenía ningún soporte que la mantuviera en su lugar, sugiere que esta fue desgarrada en la superficie. En 1942 el Prinz Eugen fue también torpedeado en la popa y posteriormente colapsó. Ello llevó a fortalecer las estructuras de popa en todos los buques importantes alemanes.
Ballard estimó que el Bismarck podría haber flotado al menos un día tras el cese del fuego de los británicos y podría haber sido capturado por la Marina Real británica, una idea respaldada por el historiador Ludovic Kennedy —quien participó en el hundimiento del Bismarck porque servía en el HMS Tartar por entonces—. Kennedy declaró «Que se hubiera hundido no había duda, pero echarlo a pique aseguró que fuera más pronto que tarde». Ballard encontró el casco en buen estado: «Hallamos un casco que parecía íntegro y relativamente poco dañado por el descenso y el impacto». Concluyeron que la causa directa de su hundimiento fue que lo echaron a pique: sabotaje de las válvulas de la sala de máquinas por su tripulación, como afirmaron los supervivientes alemanes.

### Expediciones posteriores
En junio de 2001 Deep Ocean Expeditions, asociada con la Institución Oceanográfica de Woods Hole, llevó a cabo otra investigación del pecio. Los investigadores usaron minisubmarinos de fabricación rusa para examinar el Bismarck. William N. Lange, experto de Woods Hole, señaló que «Se ven un gran número de agujeros de metralla en la superestructura y la cubierta, pero no en los flancos, y ninguno por debajo de la línea de flotación». La expedición no halló penetraciones en el cinturón acorazado principal, por encima o por debajo de la línea de flotación. Los examinadores apreciaron varios cortes a lo largo del casco, pero explicaron que eran debidos al impacto contra el fondo marino.
Una tercera expedición, anglo-americana, fue financiada en julio de 2001 por un canal de televisión británico. El equipo se sirvió de la información sobre la ubicación del pecio al pie de un volcán submarino para dar con él. Usando vehículos operados a distancia (ROV), concluyeron que el acorazado se hundió debido a los daños del combate, habiendo recibido un sinnúmero de impactos de granadas y torpedos. El líder de la expedición, David Mearns, afirmó que había desgarros significativos en el casco: «Mi sensación es que esos agujeros se produjeron en el deslizamiento, pero fueron iniciados por los torpedos». En el libro posteriormente publicado, Hood and Bismarck, Mearns sentencia que echarlo a pique «pudo acelerar lo inevitable, pero solo por cuestión de minutos».
En 2002 el documental Una expedición de James Cameron: el acorazado Bismarck, filmado en mayo-junio de 2002 usando pequeños y más ágiles batiscafos Mir, reconstruyó los hechos que condujeron al hundimiento del Bismarck. El documental mostró imágenes del interior del acorazado por primera vez, transmitidas por el National Geographic Channel. Sus hallazgos fueron que no había suficiente daño bajo la línea de flotación para confirmar que lo hundieran impactos de artillería y torpedos. De hecho, tras la inspección final se confirmó que nada había penetrado la segunda capa interior del casco.
James Cameron propuso una teoría para explicar el origen de los arañazos en el casco apreciados por la anterior expedición: sugirió que el Bismarck sufrió un «estallido hidráulico» cuando llegó al fondo. Cameron dijo que el cinturón aguantó, pero fuerzas internas lo abombaron y rompieron en algunas partes. Usando pequeños vehículos para examinar el interior, Cameron descubrió que los torpedos no habían traspasado los mamparos anti torpedo, y solo habían destruido los huecos situados entre la plancha exterior del casco y las secciones interiores; el propósito de estos espacios era actuar como almacenes adicionales y absorber explosiones submarinas. «Las planchas internas del tanque no están afectadas por ninguna fuerza explosiva… Por lo que el blindaje aguantó». Cameron llegó a la conclusión de que los torpedos solo causaron «inundaciones sin importancia».